# 卡拉恰耶夫斯克區

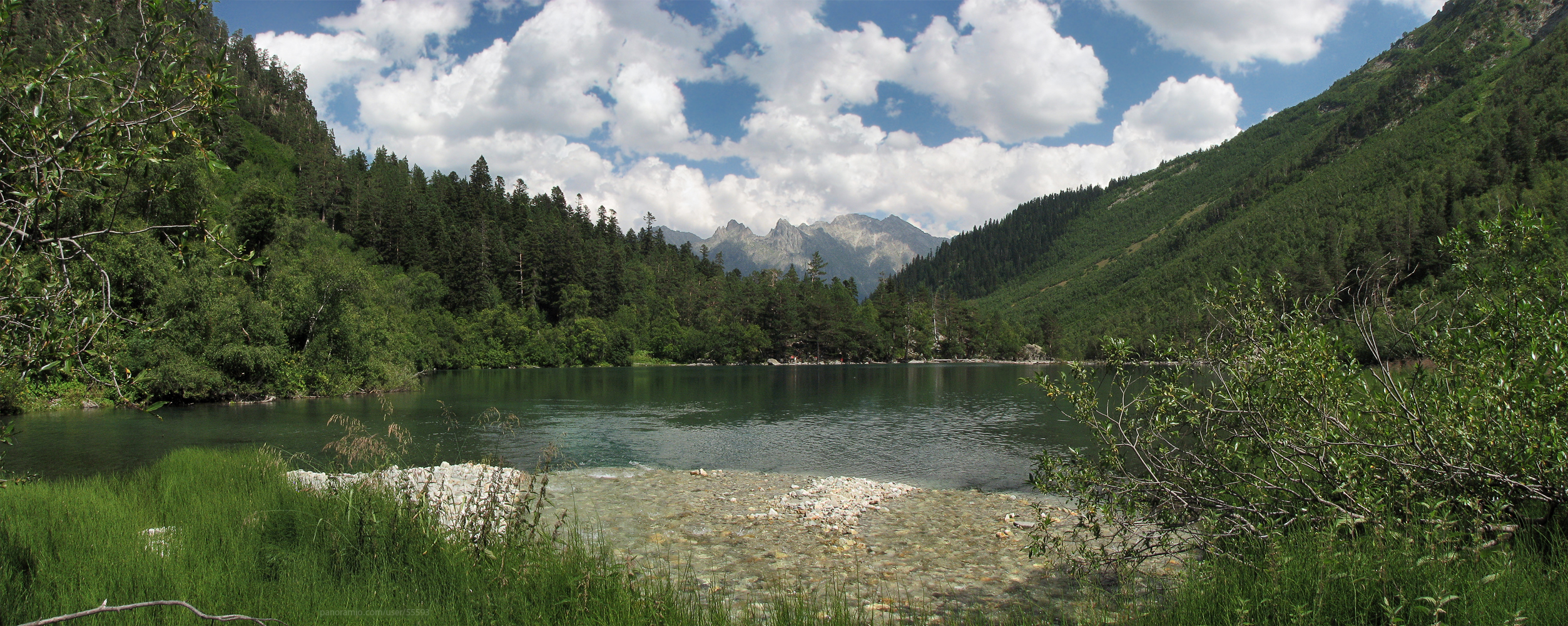

43°46′N 41°54′E / 43.767°N 41.900°E
卡拉恰耶夫斯克區（俄语：Карачаевский район），是俄羅斯的一個區，位於該國西南部，由卡拉恰伊-切爾克斯共和國負責管轄，面積3,916平方公里，2010年人口30,376，人口密度每平方公里7.76人。